# Eva De Bleeker
Eva De Bleeker (ur. 2 sierpnia 1974 w Sint-Niklaas) – belgijska i flamandzka polityk, ekonomistka oraz działaczka samorządowa, w latach 2020–2024 sekretarz stanu, posłanka do Parlamentu Flamandzkiego, od 2024 przewodnicząca partii Flamandzcy Liberałowie i Demokraci (Open VLD).

## Życiorys
Absolwentka szkoły zarządzania na Vrije Universiteit Brussel. Uzyskała magisterium z międzynarodowej ekonomii politycznej na University of Warwick. Pracowała w firmie konsultingowej LMC International w Oksfordzie. W 2003 powróciła do Belgii, została nauczycielką akademicką na macierzystej uczelni w Brukseli. Od 2009 była zatrudniona w różnych dyrekcjach generalnych Komisji Europejskiej.
Działaczka flamandzkich liberałów. W 2007 zasiadła w radzie gminy Hoeilaart. W latach 2013–2020 wchodziła w skład jej władz wykonawczych, odpowiadając m.in. za sport, mieszkalnictwo, energetykę i oświatę. W październiku 2020 weszła w skład rządu Alexandra De Croo, obejmując stanowisko sekretarza stanu do spraw budżetu i ochrony konsumentów, stając się także zastępczynią ministra sprawiedliwości. Odeszła z tej funkcji w listopadzie 2022 po ujawnieniu różnych błędów w dokumentacji związanej z budżetem.
Powróciła następnie do pracy w KE. W 2024 ponownie dołączyła do egzekutywy gminy Hoeilaart. W tym samym roku uzyskała także mandat deputowanej do Parlamentu Flamandzkiego. W sierpniu 2024 została nową przewodniczącą Open VLD.